# Afronycteris helios
Afronycteris helios (Heller, 1912) è un pipistrello della famiglia dei Vespertilionidi diffuso nell'Africa orientale.

## Descrizione

### Dimensioni
Pipistrello di piccole dimensioni, con la lunghezza totale tra 60 e 75 mm, la lunghezza dell'avambraccio tra 26 e 30 mm, la lunghezza della coda tra 26 e 34 mm, la lunghezza delle orecchie tra 5 e 11 mm e un peso fino a 6 g.

### Aspetto
La pelliccia è corta, soffice e densa. Le parti dorsali variano dal marrone chiaro al bruno-giallastro chiaro, con la porzione centrale dei peli color crema, mentre le parti ventrali sono più chiare. La base dei peli è ovunque bruno-nerastra. Il muso è corto e largo, con due masse ghiandolari sui lati. Le orecchie sono relativamente corte, triangolari, con l'estremità arrotondata, ben separate tra loro e marroni chiare. Il trago è lungo circa la metà del padiglione auricolare, falciforme e più largo al centro. Le membrane alari sono marroni scure o nerastre con il bordo posteriore sottilmente marcato di bianco. La coda è corta e fuoriesce con l'estremità dalla superficie dorsale dell'ampio uropatagio, il quale è marcatamente più chiaro delle ali e semi-trasparente. Negli adulti è presente una massa ghiandolare su ogni lato alla base della coda.

### Ecolocazione
Emette ultrasuoni ad alta intensità sotto forma di ultrasuoni a frequenza modulata iniziale di 115 kHz e finale di 65 kHz.

## Biologia

### Comportamento
Si rifugia singolarmente o in gruppi fino a 12 individui tra le fronde della palma del Senegal e nei tetti delle capanne. Durante il giorno entra in uno stato di torpore.

### Alimentazione
Si nutre di piccoli insetti catturati a circa 2-5 metri dal suolo.

### Riproduzione
Danno alla luce solitamente due piccoli alla volta a novembre. Vengono allattati fino a dicembre o ai primi di gennaio.  Gli accoppiamenti avvengono tra maggio ed agosto. 

## Distribuzione e habitat
Questa specie è diffusa nell'Africa orientale, a Gibuti, in Somalia meridionale, Sudan del Sud, Uganda, Kenya e Tanzania settentrionale.
Vive nelle boscaglie decidue di Acacia-Commiphora, savane alberate, foreste costiere, boschi di Isoberlinia tra 400 e 1.333 metri di altitudine.

## Conservazione
La IUCN Red List, considerata la mancanza di informazioni sufficienti sull'areale, i requisiti ecologici, le minacce e lo stato di conservazione, classifica A.helios come specie con dati insufficienti (DD).